# Weserflug P.2137
O Weserflug P.2137 foi um projecto da Weserflug para um avião de reconhecimento aéreo. O avião teria dupla cauda, dois motores e seria construído em versões de avião convencional e em hidroavião.
O projecto começou em 1939, o seu design aerodinâmico permitiria à aeronave obter uma velocidade máxima de 587 quilómetros por hora. Contudo, o projecto foi abandonado depois de serem feitos testes nos túneis de vento.